# Sfânta Agnes

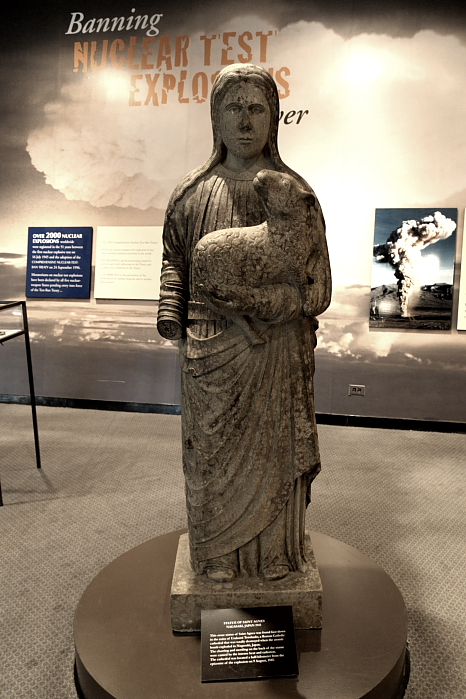
Statuia Sfintei Agnes de la sediul ONU din New York

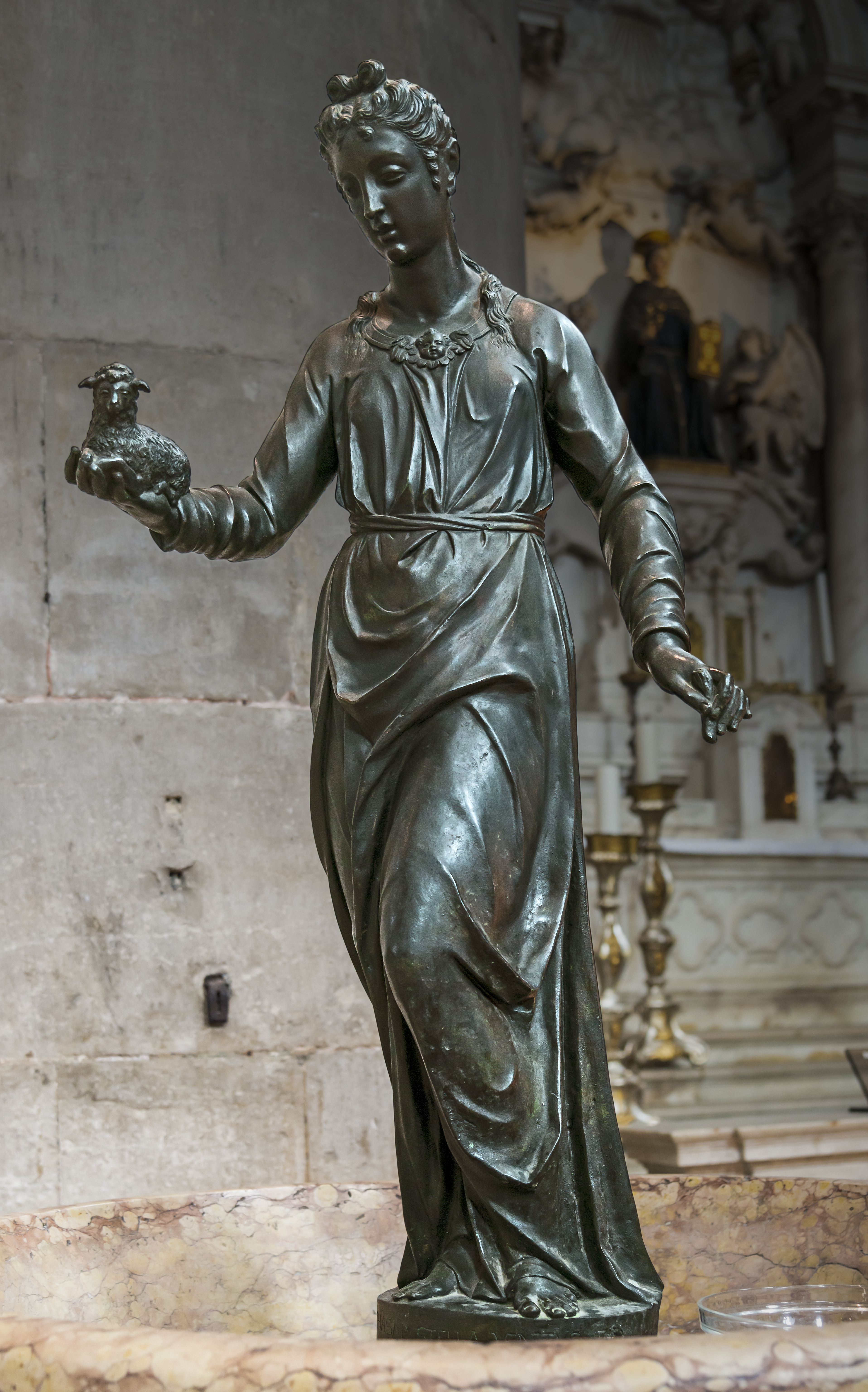
Sfânta Agnes, Basilica di Santa Maria Gloriosa dei Frari, Veneția (1593)

Sfânta Agnes (în latină Sancta Agnes, de la agnus, „miel”, n. secolul al III-lea d.Hr., Roma, Imperiul Roman – d. secolul al IV-lea d.Hr., Roma, Imperiul Roman de Apus) a fost o martiră creștină din Roma.

## Viața
A fost martirizată la Roma în a doua jumătate a secolului al III-lea sau, mai probabil, la începutul secolului al IV-lea. Este cinstită la Roma încă din secolul IV; bazilica de la mormântul ei (Sant'Agnese fuori le mura) datează din vremea împăratului Constantin cel Mare.
Papa Damasus I i-a împodobit mormântul cu o inscripție în versuri. Mai mulți Sfinți Părinți, începând cu Sfântul Ambrozie, au compus imnuri în cinstea ei.
Despre viața și martiriul Sfintei Agnes  s-au păstrat puține date sigure. Cele mai vechi izvoare sunt următoarele:
- Sfântul Ambrozie, De Virginibus, I, 2;
- Inscripția în marmură a Papei Damasus, la intrarea în mormântul și biserica S. Agnese fuori le mura din Roma
- Prudentius, Peristephanon', Imnul 14.
- Passio Sanctae Agnetis, text hagiografic din sec. V, bazat pe tradiția populară

Potrivit acestor mărturii, Agnes era o fată de 12 sau 13 ani care a refuzat numeroase cereri în căsătorie, afirmând că nu poate avea alt Mire decât pe Hristos. Printre pretendenți era și fiul Prefectului Romei, care a fost respins în încercările sale. Pentru a se răzbuna, fiul Prefectului Romei a denunțat-o pe Agnes că este creștină. Astfel Prefectul Sinfronius i-a poruncit lui Agnes să aducă sacrificii zeiței Vesta dar, fiindcă a refuzat, a fost expusă într-un bordel, ca pedeapsă. Singurul tânăr care a încercat să o atingă a fost lovit de orbire, apoi vindecat la rugăciunea lui Agnes. Însă nici această minune nu l-a făcut pe prefect să-și schimbe părerea, astfel încât a fost executată în timpul persecuției. 
Nu este sigur dacă a fost decapitată sau arsă și nici dacă a fost martirizată sub împăratul Valerian (cca. 258) sau sub Dioclețian (cca. 304). A fost înmormântată pe Calea Nomentană și este venerată ca martir.

## Binecuvântarea mieilor
În dimineața zilei de 21 ianuarie se binecuvântează la Roma cei doi miei, din lâna cărora vor fi țesute pallium-urile pentru arhiepiscopi. Această ceremonie are loc în Biserica Sfintei Agnesa, bazilică construită pe Calea Nomentană de Constantina, fiica împăratului Constantin, în anul 345.

## Cult
Este sărbătorită pe 21 ianuarie în Biserica Latină și în Biserica Ortodoxă Română), iar pe 5 iulie în Biserica Greacă.
Cele mai vechi reprezentări păstrate datează din sec. al IV-lea. Sfânta Agnes apare în unele mozaicuri romane din sec. VII-IX cu coroana martiriului, fără alt atribut. În mozaicul din biserica Sant’Apollinare Nuovo din Ravenna, de la mijlocul sec. al VI-lea, este reprezentată însoțită de un miel, ca simbol al lui Isus Cristos. Agnes și mielul a devenit ulterior o temă iconografică larg răspândită.